# Weeeek
《weeeek》是日本男子偶像組合NEWS第7張單曲。

## 概要
- 與第2張專輯『pacific』同時發售的單曲。發售日也是和出道單曲『NEWS NIPPON』同月同日的。
- 在《NEWS FIRST CONCERT 2007 in Taipei》台灣的演唱會中提前發表此曲。
- 初回生産限定盤及通常盤的封面、內頁及收錄內容是不同。
- PV中山下智久第二次再用寫著(山)(P)的紙杯蓋著自己的雙眼。

## 收錄歌曲

### 初回生産限定盤
1. weeeek
  - 作詞・作曲: GReeeeN、編曲: 鈴木雅也, JIN
2. with me
  - 作詞: zopp、作曲: Shusui, Tobias Lundgren, Johan Fransson, Tim Larsson、編曲: h-wonder
3. Why
  - 作詞: zopp、作曲: Carl Falk, Sharon Vaughn, Kristian Lundin、編曲: 中西亮輔
4. weeeek(伴唱版本)

### 通常盤
1. weeeek
2. with me
3. Rainbow
  - 作詞・作曲・編曲: Gajin